# Гозальдо
Гозальдо (итал. Gosaldo) — коммуна в Италии, располагается в провинции Беллуно области Венеция.
Население составляет 782 человека (2008 г.), плотность населения составляет 16 чел./км². Занимает площадь 49 км². Почтовый индекс — 32020. Телефонный код — 0437.
Покровительницей коммуны почитается Пресвятая Богородица, празднование 15 сентября.

## Демография
Динамика населения:

## Города-побратимы
- Сен-Марсель-Бель-Аккёй, Франция (2011)

## Администрация коммуны
- Официальный сайт: http://www.comune.gosaldo.bl.it/